# Орзу (Румунія)
Орзу (рум. Orzu) — село у повіті Горж в Румунії. Входить до складу комуни Негомір.
Село розташоване на відстані 229 км на захід від Бухареста, 28 км на південь від Тиргу-Жіу, 67 км на північний захід від Крайови.

## Населення
За даними перепису населення 2002 року у селі проживали 216 осіб, усі — румуни. Усі жителі села рідною мовою назвали румунську.